# Marie Colbin
Marie Colbin (* 18. November 1957 in Gmunden) ist eine österreichische Autorin und Schauspielerin.

## Leben und Wirken
Marie Colbin studierte zwei Jahre an der Wiener Kunstakademie, besuchte anschließend drei Jahre die Schauspielschule des Mozarteums in Salzburg und schloss ihre Ausbildung 1979 mit einem Diplom ab. Bereits 1977 gab sie ihr Debüt in Turrinis Rozznjogd.
In den achtziger Jahren war sie in zahlreichen Film- und Fernsehproduktionen zu sehen. 1984 erhielt sie für ihre darstellerische Leistung in Der Fall Bachmeier das Filmband in Gold und einen Darstellerpreis beim Internationalen Filmfestival Karlovy Vary.
Colbin war in den achtziger Jahren mit dem späteren Literaturnobelpreisträger Peter Handke liiert. In einem offenen Brief warf sie ihm 1999 vor, sie während ihrer Beziehung getreten und geschlagen zu haben – was Handke dem Biographen Malte Herwig gegenüber später auch zugab: „Ich habe ihr einen Tritt in den Arsch gegeben. Ich glaube, ich hab ihr auch eine heruntergehauen. Ich wollte einfach arbeiten, und das ging nicht. Trotzdem war das nicht gut. Ich hab mich auch selber nicht gemocht.“ In dem offenen Brief griff sie Handke auch politisch an und befand, er sei „ein Ideologe des modernen Balkanfaschismus“.
Als am 30. Oktober 2006 das Literaturhaus Salzburg die Schriftstellerin Ilse Aichinger feierte, las aus diesem Anlass u. a. Colbin aus Aichingers Werk Subtexte.
2009 las sie im Rahmen der Festwochen Gmunden in sieben Stunden den Text Siddhartha von Hermann Hesse. Seit 2011 ist Marie Colbin Mitglied der Akademie des Österreichischen Films.
2012 las Colbin bei den internationalen Literaturfestspielen in Berlin den Roman Siddhartha von Hermann Hesse zu seinem 50. Todestag.
2013 veröffentlichte Colbin ihr erstes Buch TA-BU 2000-2013 im Verlag Bibliothek der Provinz. Auf der Viennale 2013 gehörte sie der Jury des Wiener Filmpreises an.
2015 veröffentlichte Marie Colbin ihr Buch WINTER Lyrik im Verlag Bibliothek der Provinz.
Colbin lebt als Autorin, Fotografin und freie Künstlerin in Berlin und Salzburg.

## Filmografie
- 1978: Der Schneider von Ulm
- 1979: Tatort: Der King
- 1980: Auf halbem Weg (Fernsehen)
- 1980: Die Reinheit des Herzens
- 1981: Malou
- 1982: Bekenntnisse des Hochstaplers Felix Krull (Mini-Serie)
- 1982: Sei zärtlich, Pinguin
- 1982: Miras Haus (Fernsehen)
- 1983: Karambolage
- 1983: Das Gold der Liebe
- 1983: Frühlingssinfonie
- 1984: Der Fall Bachmeier – Keine Zeit für Tränen
- 1985: Das Mal des Todes
- 1986: Die Walsche (Fernsehen)
- 2004: Augenleuchten
- 2006: Die Zeit, die man Leben nennt

## Auszeichnungen
- 1984: Deutscher Filmpreis als beste Hauptdarstellerin in Der Fall Bachmeier – Keine Zeit für Tränen

## Werke
- TA-BU. Tagebuchaufzeichnungen 2000–2013. Verlag Bibliothek der Provinz, Weitra 2013, ISBN 978-3-99028-237-3.
- WINTER. Lyrik. Verlag Bibliothek der Provinz, Weitra 2015, ISBN 978-3-99028-458-2.